# Andriej Kobielew
Andriej Nikołajewicz Kobielew (ros. Андрей Николаевич Кобелев, ur. 22 października 1968 w Moskwie) – piłkarz rosyjski grający na pozycji pomocnika. W swojej karierze rozegrał 1 mecz w reprezentacji Rosji.

## Kariera klubowa
Swoją karierę piłkarską Kobielew rozpoczął w klubie Dinamo Moskwa. W 1985 roku awansował do kadry pierwszej drużyny Dinama i wtedy też zadebiutował w jego barwach w Wysszej Lidze ZSRR. W Dinamie występował także w powstałej w 1992 roku Priemjer-Lidze. W Dinamie grał do końca sezonu 1992.
Na początku 1993 roku Kobielew przeszedł do hiszpańskiego drugoligowca, Realu Betis z Sewilli. W sezonie 1993/1994 awansował z nim do Primera División, ale w najwyższej klasie rozgrywkowej Hiszpanii nie rozegrał żadnego meczu.
W 1995 roku Kobielew wrócił do Dinama Moskwa. W tym samym roku zdobył z Dinamem Puchar Rosji. Na początku 1999 roku został zawodnikiem Zenitu Petersburg. W 1999 roku sięgnął z Zenitem po krajowy puchar. W 2002 roku ponownie został piłkarzem Dinama, a na koniec 2002 roku zakończył swoją karierę.
| Sezon   | Klub             | Kraj      | Rozgrywki        | Mecze | Bramki |
| ------- | ---------------- | --------- | ---------------- | ----- | ------ |
| 1985    | Dinamo Moskwa    | ZSRR      | Wysszaja Liga    | 18    | 2      |
| 1986    | Dinamo Moskwa    | ZSRR      | Wysszaja Liga    | 15    | 0      |
| 1987    | Dinamo Moskwa    | ZSRR      | Wysszaja Liga    | 10    | 0      |
| 1988    | Dinamo Moskwa    | ZSRR      | Wysszaja Liga    | 12    | 0      |
| 1989    | Dinamo Moskwa    | ZSRR      | Wysszaja Liga    | 26    | 2      |
| 1990    | Dinamo Moskwa    | ZSRR      | Wysszaja Liga    | 21    | 4      |
| 1991    | Dinamo Moskwa    | ZSRR      | Wysszaja Liga    | 23    | 9      |
| 1992    | Dinamo Moskwa    | Rosja     | Priemjer-Liga    | 16    | 8      |
| 1992/93 | Real Betis       | Hiszpania | Segunda División | 19    | 1      |
| 1993/94 | Real Betis       | Hiszpania | Segunda División | 1     | 0      |
| 1994/95 | Real Betis       | Hiszpania | Segunda División | 0     | 0      |
| 1995    | Dinamo Moskwa    | Rosja     | Priemjer-Liga    | 17    | 2      |
| 1996    | Dinamo Moskwa    | Rosja     | Priemjer-Liga    | 32    | 12     |
| 1997    | Dinamo Moskwa    | Rosja     | Priemjer-Liga    | 33    | 7      |
| 1998    | Dinamo Moskwa    | Rosja     | Priemjer-Liga    | 20    | 0      |
| 1999    | Zenit Petersburg | Rosja     | Priemjer-Liga    | 24    | 1      |
| 2000    | Zenit Petersburg | Rosja     | Priemjer-Liga    | 21    | 2      |
| 2001    | Zenit Petersburg | Rosja     | Priemjer-Liga    | 24    | 6      |
| 2002    | Dinamo Moskwa    | Rosja     | Priemjer-Liga    | 10    | 0      |

## Kariera reprezentacyjna
Swój jedyny mecz w reprezentacji Rosji Kobielew rozegrał 16 sierpnia 1992 przeciwko Meksykowi, w którym Rosjanie wygrali 2:0.
W swojej karierze Kobielew grał też w młodzieżowych reprezentacjach ZSRR. Z kadrą U-16 wywalczył mistrzostwo Europy 1985, a z kadrą U-21 - mistrzostwo Europy 1990.

## Kariera trenerska
Po zakończeniu kariery piłkarskiej Kobielew został trenerem. W latach 2004–2006 pełnił funkcję asystenta trenera Dinama Moskwa. W 2005 roku krótko był pierwszym trenerem, a w latach 2006-2010 ponownie prowadził pierwszy zespół Dinama. W 2010 roku podał się do dymisji, a w 2011 roku objął drużynę Krylji Sowietow Samara. Na początku sezonu 2015/16 wrócił do Dinama.